# Chandler Catanzaro
Chandler Catanzaro (Greenville, Carolina del Sur, 25 de febrero de 1991) es un jugador de fútbol americano para los New York Giants. Su función en el campo es la de pateador (kicker).